# 西洋站 (福州)
西洋站（福州話：/sɛ˥˥ yoŋ˥˧/）位于中华人民共和国福建省福州市鼓楼区与台江区仁德路、西洋路与荷塘路交叉口东侧，是福州地铁2号线的地铁车站，于2019年4月26日启用。

## 车站结构
西洋站位于加洋路西侧的东西河下方，站位呈南北走向纵跨东西河，主体结构为单柱双跨地下二层车站，地下一层为站厅层，地下二层为站台层，岛式站台。
| 地面层   | 出入口                               |  | 出入口                 |
| 地下一层 | 站厅                                 |  | 票务服务、自动售票机   |
| 地下二层 | 1                                    |  | 2号线 往苏洋（宁化）   |
| 地下二层 | 岛式站台，列车运行方向左侧的车门开启 |  |                        |
| 地下二层 | 2                                    |  | 2号线 往洋里（南门兜） |

### 出入口与周边
西洋站开放2个出入口，其中无障碍电梯与卫生间均位于A出入口。
因东西河为鼓楼区与台江区的界河，故形成西洋站A口处于鼓楼区内、B口处于台江区内的特殊光景。
| 西洋站出入口信息            | 西洋站出入口信息 | 西洋站出入口信息 | 西洋站出入口信息                   |
| --------------------------- | ---------------- | ---------------- | ---------------------------------- |
|                             |                  |                  |                                    |
| 编号                        | 设施             | 位置             | 接驳交通                           |
| 出口 · A                    |                  | 车站北口         | 附一医院北门、福州市政府           |
| 出口 · B                    |                  | 车站南口         | 东部办公区上车点(西洋)、地铁西洋站 |
| 注： 设有电梯 \| 设有卫生间 |                  |                  |                                    |

## 历史
- 2015年11月20日，西洋站开始围挡施工。[2]
- 2019年4月26日，西洋站随2号线开通投入使用。[1]